# Kia ora
Kia ora [kiˈaɔɾa] ist eine der traditionellen Begrüßungen der Māori, des indigenen Volkes Neuseelands. 
Die Wendung hat Eingang in das Neuseeländische Englisch gefunden und ist heute selbstverständlicher Bestandteil der Alltagssprache. Es wird sowohl zur Begrüßung als auch zum Abschied verwendet. Während in der Sprache der Māori, das „a“ hinter dem „i“ leicht ausgesprochen wird, ist es bei den Englischsprachigen nicht zu hören.
Das Māori Dictionary übersetzt Kia ora mit den Worten „hello!, cheers!, good luck!, best wishes!“, übersetzt: „Hallo!, alles Gute, Viel Glück!, die besten Wünsche!“ und das Pocket Dictionary of New Zealand English schlicht mit „Hello“ und „Thanks“, also „Hallo“ und „Danke“.
Die Wendung ist so populär, dass sie inzwischen oft im Namen von Unternehmen zu finden ist (zum Beispiel Hotels), aber auch in Markennamen.